# Tachina despicienda
Tachina despicienda là một loài ruồi trong họ Tachinidae.